# القرينة (الهرمل)
القرينة هي إحدى القرى اللبنانية من قرى قضاء الهرمل في محافظة بعلبك الهرمل.
تم إضافتها كنطاق قروي مستقل بقانون رقم 488 بتاريخ 12/12/2002 الصادر عن المجلس النيابي اللبناني